# Вільям Джером
Вільям Джером Фланнері (англ. William Jerome Flannery; 30 вересня 1865, Корнволл-на-Гудзоні, Нью-Йорк — 25 червня 1932, Ньюбург, Нью-Йорк) — американський автор пісень, зокрема для дитячих мюзиклів, який народився в сім'ї ірландських іммігрантів: Мері Доннеллан та Патріка Фланнері. Він співпрацював з численними відомими композиторами та виконавцями тієї епохи, але найбільше його пам'ятають за десятирічну співпрацю з Джином Шварцом, з яким створив багато популярних пісень та музичних шоу у 1900-х та на початку 1910-х років.

## Початок кар'єри
У 17 років співав і танцював у водевілях. Гастролював з виставами менестрелів і виступав з блекфейсом. Під час гастролей познайомився з Едді Фоєм, і вони стали друзями, а також часто працювали разом протягом своєї кар'єри. До кінця 1880-х років Джером виступав як пародійний співак у Тоні Пастора. Він також почав писати пісні, і його зусилля увінчалися певним успіхом. 1891 року написав пісню «He Never Came Back», яку виконав Фой у мюзиклі «Сіндбад», яка стала хітом шоу. Протягом 1890-х років продовжував виступати, і його репутація поета-пісняра поступово зростала. Разом з Ендрю Маком написав пісню «My Pearl is a Bowery Girl» (1894), яка стала хітом номер один в репертуарі Дена В. Квінна.
На початку 1890-х років зустрів й одружився з іншою співачкою водевілю, Мод Ньюджент. У пари була щонайменше одна дитина, Флоренс, яка народилася 1896 року.
Джерому іноді приписують те, що він запропонував Гаррі Дакру текст пісні про велосипед «Daisy Bell» (1892).

## Співпраця зі Шварцем
Його першою спільною роботою з автором пісень Джин Шварц стала негритянська пісня «When Mr. Shakespeare Comes to Town» 1901 року.
Дует створив «Mr. Dooley», яка стала елементом американської постановки лондонського мюзиклу «A Chinese Honeymoon» 1902 року. Постановка мала успіх, а «Mr. Dooley» стала популярною. Пізніше того ж року пісню використали в мюзиклі «Чарівник країни Оз», що зміцнило її популярність. Існує думка, що "Mr. Dooley" розійшлася тиражем понад мільйон копій.
Їхнім наступним великим хітом стала «Bedelia» (1903). Пісня з'явилася у мюзиклі «Джерсійська лілія» та виконана Бланш Рінг, вона була продана понад три мільйони копій. До 1904 року «Bedelia» записали чотири різні виконавці на трьох головних фонографічних лейблах.
1904 року написали музику до мюзиклу «Piff! Paff!! Pouf!!!», у головній ролі Фой. Разом написали музику ще до семи мюзиклів.
Джером і Шварц стали двома найвідомішими авторами пісень першого десятиліття XX століття, маючи у своєму доробку численні популярні пісні, як-от «My Irish Molly-O» (1905), «Handle Me With Care» (1907), «Over the Hills and Far Away» та «Meet Me in Rose Time, Rosie» (1908). «Chinatown, My Chinatown» (1906) не мала миттєвого успіху, але деякі вважають їхнім найвизначнішим хітом. За чотири роки після написання, пісню використали в мюзиклі «Up and Down Broadway»; минуло ще п'ять років, і пісня став національним хітом. Згодом вона стала джазовим стандартом.
1911 року Джером і Шварц заснували власне музичне видавництво. Вони переважно публікували книги з музикою Шварца, багато з них зі словами Джерома, як-от «If It Wasn't for the Irish and the Jews» (1912), але також багато зі словами Гранта Кларка. Джером також почав більше працювати з іншими композиторами: 1912 року написав слова пісні «Row, Row, Row» (музика Джеймса В. Монако) для «Безумств Зігфельда»; 1913 році працював з Ендрю Б. Стерлінгом та Гаррі фон Тілцером над написанням тексту для пісні «On the Old Fall River Line», а також знову з фон Тілцером над «And the Green Grass Grew All Around». Джером і Шварц дедалі менше працювали як команда.

## Пізніша кар'єра
Після того, як його шляхи зі Шварцем розійшлися, Джером продовжував співпрацювати над піснями з деякими з найвідоміших композиторів. 1920 року написав слова до пісні «That Old Irish Mother of Mine» на музику фон Тільцера, яку присвятив пам'яті своєї матері. Знову ж таки, разом з фон Тільцером, написав «Old King Tut» (1923); разом із Чарльзом Тобіасом і Ларрі Шеєм написав «Get Out and Get Under the Moon» (1928).
Продовжував займатися музичним видавництвом без Шварца і 1917 році опублікував надзвичайно успішну пісню «Over There» для Джорджа Кохана; зрештою продав права на публікацію пісні Лео Файсту за 25 000 доларів, що на той час було найбільшою сумою, заплаченою за пісню. Завдяки своїм здібностям до написання комедій для Бродвею, Мак Сеннетт запросив його сценаристом в кінокомпанію Keystone. Він був серед перших членів правління (1914—1925) Американського товариства авторів, композиторів і видавців.
Навесні 1932 року Джером потрапив під машину, і 25 червня помер у Ньюбурзі, штат Нью-Йорк.

## Виноски
1. ↑  Ньюджент була також композиторуою, знана завдяки пісні "Sweet Rosie O'Grady"[6].
2. ↑  На слова пісні "Mr. Dooley" надихнув однойменний гумористичний персонаж Фінлі Пітера Данна[11].
3. ↑  З 36 пісень, опублікованих видавництвом Jerome & Schwartz 1912 року, 30 написані Шварцем; з них 9 — разом з Джеромом, 11 з Кларком, а одна — разом з Джеромом і Кларком[20].